# Београдске новине (1952—1965)
Београдске новине су покренуте 4. септембра 1952, као наставак листа 20. октобра, „са жељом да на својим ступцима помогну коначно обликовање Београда као великог и главног града наше социјалистичке домовине“. Лист је излазио недељно, ћирилицом, до краја 1965. Издавало га је Новинско-издавачко предузеће Народног фронта (ССРНЈ) Беграда „Београдске новине“